# Seul dans Berlin (film, 2016)
Pour les articles homonymes, voir Seul dans Berlin et Jeder stirbt für sich allein.
Pour plus de détails, voir Fiche technique et Distribution.
Seul dans Berlin (Jeder stirbt für sich allein / Alone in Berlin) est un film dramatique germano-franco-britannique réalisé par Vincent Perez, sorti en 2016. Le scénario est tiré du roman du même nom de Hans Fallada, lui-même inspiré de l'histoire du couple Otto et Elise Hampel, exécutés le 8 avril 1943 à la prison de Plötzensee pour des actes de résistance.
Le film est présenté en sélection officielle à la Berlinale 2016.

## Synopsis
À Berlin en 1940, Anna et Otto Quangel sont de simples ouvriers. Ils habitent un quartier modeste où leurs voisins sont des fervents nazis, des juifs, des sympathisants du régime ou encore des intellectuels. En juin, la vie de la famille Quangel est bouleversée lorsque Hans, le fils unique d'Anna et Otto, meurt au front pendant la bataille de France. Les Quangel perdent alors leur unique raison de vivre. Ils ne sont pas des résistants mais vont commencer à écrire des cartes postales alertant les gens sur les dangers d'Adolf Hitler et du nazisme.

## Fiche technique
Sauf indication contraire, les informations mentionnées dans cette section peuvent être confirmées par la base de données cinématographiques IMDb,  présente dans la section « Liens externes ».
- Titre original français : Seul dans Berlin
- Titre original allemand : Jeder stirbt für sich allein
- Titre original anglophone : Alone in Berlin
- Réalisation : Vincent Perez
- Scénario : Vincent Perez, Bettine von Borries et Achim von Borries, d'après Seul dans Berlin de Hans Fallada
- Direction artistique : Andreas Olshausen
- Décors : Jean-Vincent Puzos
- Costumes : Nicole Fischnaller
- Photographie : Christophe Beaucarne
- Montage : François Gédigier
- Musique : Alexandre Desplat
- Son : Roland Winke
- Production : Stefan Arndt, Christian Grass, Marco Pacchioni, James Schamus, Uwe Schott et Paul Trijbits
- Production déléguée : Peter Hampden et Michael Scheel
- Sociétés de production : X-Filme Creative Pool, FilmWave et Master Movies
- Sociétés de distribution : Altitude Film Entertainment (Royaume-Uni), Pathé Distribution (France), X Verleih AG (Allemagne)
- Budget : n/a
- Pays de production :  Royaume-Uni,  France,  Allemagne
- Langue originale : anglais
- Format : couleur (caméras Sony CineAlta F65)
- Genre : guerre, drame, historique
- Durée : 103 minutes
- Dates de sortie[1] : 
  - Allemagne : 15 février 2016 (Berlinale 2016 - compétition officielle)
  - France : 23 novembre 2016
  - Royaume-Uni : 10 mars 2017

## Distribution
- Emma Thompson (VF : Anne Jacquemin) : Anna Quangel
- Brendan Gleeson (VF : Alain Choquet) : Otto Quangel
- Daniel Brühl (VF : Damien Witecka) : Escherich
- Monique Chaumette : Frau Rosenthal
- Mikael Persbrandt : SS-Standartenführer Prall
- Godehard Giese : le colonel Krüger
- Uwe Preuss : Persicke
- Lars Rudolph (en) : Enno Kluge
- Hildegard Schroedter : Ida Kuhn
- Jacob Matschenz : Dietrich Necker
- Rafael Gareisen : Herbert Wegner
- Rainer Reiners : Franz Kranz, le marchand
- Ernst Stötzner : Walter
- Luisa Wolf : la secrétaire
- Holger Handtke : Dollfuss

 Source et légende : version française (VF) sur RS Doublage et AlloDoublage

## Production

### Genèse et développement
Le scénario est adapté du roman Seul dans Berlin de Hans Fallada publié à titre posthume en 1947. Cette œuvre, basée de l'histoire du couple Otto et Elise Hampel, a déjà été adaptée dans Jeder stirbt für sich allein (Falk Harnack, 1962), Jeder stirbt für sich allein (Alfred Vohrer, 1976).
En mai 2014, l'acteur-réalisateur suisse Vincent Perez est annoncé comme réalisateur et coscénariste du film, avec Achim von Borries.

### Attribution des rôles
En mai 2014, Emma Thompson, Mark Rylance et Daniel Brühl sont annoncés dans les rôles principaux. En mars 2015, Mark Rylance est finalement remplacé par Brendan Gleeson.

### Tournage
Le tournage débute le 27 mars 2015 à Berlin,. Il a également lieu à Cologne et Görlitz,.

## Accueil

### Accueil critique
Sur l'agrégateur américain Rotten Tomatoes, le film récolte 57 % d'opinions favorables pour 54 critiques. Sur Metacritic, il obtient une note moyenne de 52⁄100 pour 16 critiques.
Bien que l'action et la réalisation du film aient lieu en Allemagne, le film tourné en anglais avec dans les rôles principaux des acteurs britanniques, a eu du mal à convaincre, en France, le site Allociné ne lui accorde qu'une note moyenne de 2,5⁄5 à partir de l'interprétation de critiques provenant de 12 titres de presse.

## Distinctions

### Récompenses
- Festival International du Film de Fiction Historique 2016 :
  - Prix du meilleur film
  - Prix du meilleur scénario
  - Prix de la meilleure interprétation masculine pour Brendan Gleeson

### Sélection
- Berlinale 2016 : sélection officielle